# Witvleugelsjakohoen
De witvleugelsjakohoen (Penelope albipennis) is een vogel in de familie Cracidae. De vogel werd in 1878 door de Poolse dierkundige Władysław Taczanowski beschreven en vreemd genoeg gerubriceerd onder de anatidae. Het is een bedreigde, endemisch soort hoen in noordwestelijk Peru.

## Kenmerken
De vogel is 85 cm lang, het is een middelgroot sjakohoen, overwegend zwart gekleurd met witte vleugelpennen. Dit hoen heeft verder witachtige vlekken op de nek, borst en vleugeldekveren en een dubbele oranjerode lel afhangend aan beide zijden van de snavel. De snavel is blauw met een zwarte punt en de naakte huid rond het oog is purperkleurig.

## Verspreiding en leefgebied
Deze soort is endemisch in noordwestelijk Peru in de regio's  Lambayeque, Cajamarca en Piura. De vogel bewoont ongerept hellingbos op 300 tot 1300 m boven zeeniveau, bij voorkeur in de nabijheid van beekjes en bronnen, maar ook droog loofbos, mits voorzien van dichte ondergroei.  Dit hoen is overigens ook wel waargenomen in landbouwgebied, foeragerend op oogstresten.

## Status
Het witvleugelsjakohoen heeft sinds de 20ste eeuw een zeer klein verspreidingsgebied en daardoor is de kans op uitsterven aanwezig. In de 19de en begin 20ste eeuw moet de verspreiding veel groter zijn geweest. De grootte van de populatie werd in 2016 door BirdLife International geschat op 150 tot 250 individuen. In 2007 is een herintroductieprogramma gestart waarbij vogels in gevangenschap worden uitgebroed en opgekweekt. De achteruitgang werd vooral veroorzaakt door overbejaging, maar ook door ontbossing als gevolg van ontginning tot landbouwgebied of de winning van houtskool. Om deze redenen staat deze soort als ernstig bedreigd (kritiek) op de Rode Lijst van de IUCN.